# كلود لومير
كلود لومير (بالفرنسية: Claude Lemaire)‏ هو عالم حيوانات وعالم بقشريات الأجنحة فرنسي، ولد في 21 فبراير 1921، وتوفي في 5 فبراير 2004.